# Ålgöl (Hjorteds socken, Småland)
Ålgöl är en sjö i Västerviks kommun i Småland och ingår i Marströmmens huvudavrinningsområde.